# Paysera
„Paysera LT“, по-рано „EVP International“ до 2016 г. и „Electronic Business Projects“ до 2008 г., е литовска компания, която извършва електронни платежни услуги на физически и юридически лица.
Дружеството е разработило и управлява собствена платежна система „Paysera“. „Paysera LT“ работи с над 180 държави и над 70 банки.

## История на компанията
- 2004 г. – компанията „Electronic Business Projects“ стартира своята дейност
- 2006 г. – започва да предлага платежна платформа за събиране на плащания www.mokejimai.lt.
- 2008 г. – компанията сменя името си на „EVP International“
- 2012 г. – получава награда от Министерство на икономиката на Република Литва „Заслуги за бизнеса“ и е призната за най-добрия лидер в номинацията „Иновационни решения“;
- 27 септември 2012 г. – Lietuvos bankas (Централна банка на Литва) предоставя на компанията лиценз за дружество за електронни пари и правото да извършва дейности, свързани с електронни пари и платежни услуги в Литва и всички страни от Европейския съюз. По този начин компанията започва да оперира и в чужбина, като порталът за плащания е представен през 2013 г. под името „Paysera“;
- През септември 2014 г. адресът на уеб сайта Mokėjimai.lt се променя на Paysera.lt.
- 2014 г. – компанията стартира мобилно си приложение
- 2015 г. – започва да предлага дебитна разплащателна карта Paysera VISA
- 2016 г. – стартира платформата за издаване на билети „Paysera Tickets“. Променя името си на „Paysera LT“

Paysera LT стартира бизнеса си с услугата за събиране на плащания – Paysera Checkout за онлайн търговци.
Paysera предлага и международни валутни преводи за физически лица и за компании. Освен международни преводи, потребителите на системата имат възможност да извършват трансфери между сметки в Paysera безплатно.

### Система за продажба и управление на билети за събития
Друг продукт на Paysera е онлайн платформа за продажба и цялостно управление на билети за събития. Клиентите получават своя билет по имейл и могат или да го принтират, или да сканират QR код за активация чрез Paysera Tickets.

### Мобилни плащания в търговски обекти
Компанията предлага и платежна услуга Paysera Retailers за мобилни плащания на POS терминали.